# Novavis
Novavis (que significa "ave extraña") es un género extinto de avialano perteneciente al clado Enantiornithes que habitó en lo que hoy es la Formación Xiagou correspondiente al Cretácico Inferior de China. El género contiene una sola especie, N. pubisculata, conocida a partir de un esqueleto parcial. El pubis de Novavis es inusualmente corto en comparación con otras aves relacionadas.